# Nils Hertzberg (politiker)
Nils Christian Egede Hertzberg, född den 26 oktober 1827 i Ullensvangs socken i Hardanger, död den 8 juli 1911, var en norsk skolman och statsråd, son till prosten Nils Hertzberg och far till Johan Hertzberg.
Hertzberg blev student 1846, avlade 1851 teologisk ämbetsexamen, var sedermera lärare vid krigsskolan och Askers seminarium samt blev 1867 föreståndare för det nyinrättade seminariet i Hamar. År 1873 blef han expeditionschef för skolärendena och var 1882–84 statsråd och chef för Kirkedepartementet. Han var stortingsman för Kristiania 1886–88 och 1889–91 och gjorde sig i synnerhet bemärkt genom sina angrepp mot de av Johan Sverdrup framlagda förslagen till skollag, vilka också underkastades några modifikationer. Utom hans inlägg i den hithörande striden, Om forslagene til nye love for folkeskolen (2:a upplagan 1888) och Om skolelovkommissionens udkast til lov om folkeskolen (1888), utgav han en hel rad pedagogiska skrifter. 
Han uppsatte och redigerade  1869–73 "Norsk skoletidends" och utgav Nogle lærerseminarier i fremmende lande (1868), Opdragelsen i hjemmet (2 upplagan 1880), Kvindens kald, uddannelse og gjerning (1887; svensk översättning 1888), Pædagogikens historie samt den norske skoles udvikling og ordning (1890; 2:a upplagan 1895), Opdragelse og undervisning (1891; 2:a upplagan 1898), Arbeiderspørgsmaalet og socialismen (1891; svensk översättning samma år), Af opdragelsens historie (1893), Er Ibsens kvindetyper norske? (samma år), Træk af barnets sjæleliv (1897) och Barnets kristelige opdragelse (1903). Han offentliggjorde från 1902 i "Morgenbladet" anteckningar om fadern och personliga upplevelser.